# Еуронатур
ЕуроНатур - Европска природна баштина је фондација која подржава пројекте заштите природе у Европи. Фондација је смештена у немачком граду Радолфцелу.
Фондација је основана 1987. године, а покренуле су је Немачка федерација за заштиту животне средине и природе (Bund für Umwelt und Naturschutz Deutschland - BUND), Немачка организација за заштиту животне средине (Naturschutzbund Deutschland - DUH) и немачка асоцијација за заштиту природе (Naturschutzbund Deutschland - NABU).

## Циљеви
Циљ фондације је очување европске природне баштине у свим њеним разноликостима.
Фокус пројеката су дивље животиње као што су вук, мрки медвед, рис и угрожене врсте птица селица, као и вредни природни и културни пејзажи. Важан приступ у раду фондације је повезивање људи и природе како би се осигурао дугорочни успех пројеката заштите угрожених дивљих животиња и њихових станишта у Европи.
Фондација је снажно укључена у иницијативу Европски зелени појас. Циљ ове иницијативе је очување природних вредности дуж трасе којом се некада пружала Гвоздена завеса, путем међународне сарадње, као коридора станишта са изузетном биолошком разноликошћу. Поред тога што је укључена у организовање ове иницијативе, ЕуроНатур фондација од 2004. године координира активности на очувању природе на Балканском зеленом појасу, најјужнијем делу Европског зеленог појаса.

## Начин рада
Фондација окупља научнике, конзерваторе, пољопривреднике, политичаре и предузетнике из прекограничних подручја, а посебан фокус је на просторима Балкана. У својим пројектима Фондација не оснива сопствене структуре, већ сарађује са локалним и конзерваторима и волонтерима. Укључена је у планирање и спровођење великих заштићених подручја и на научној основи развија пројекте заштите врста вукова, медведа, рисова и птица селица. Радионице, семинари и програми обуке нуде се за промоцију размене корисног искуства и знања о заштити дивљих животиња у Европи. Политичко лобирање се спроводи и унутар Европске уније.

## Финансирање
Фондација се финансира донацијама, средствима треће стране и приходима од капитала фондације.

## Остало
Фондација од 1993. године додељује награду ЕуроНатур, а од 1994. и титулу Село европских рода.
Еуронатур, заједно са филмским фестивалом Натур вижн и часописима Zeitschrift natur и Gelsenwasser, организује фото конкурс Природно благо Европе. Резултати се објављују сваке године на годишњој изложби „Фасцинација природом“, која се може видети у више градова. Најбоље фотографије одабирају се за мотиве ЕуроНатур календара.
Еуронатур је члан Немачког прстена за заштиту природе (нем. Deutschen Naturschutzring).